# Dixonville (Florida)
Dixonville ist  ein census-designated place (CDP) im Santa Rosa County im US-Bundesstaat Florida mit 195 Einwohnern (Stand: 2020). 

## Geographie
Dixonville liegt rund 40 km nördlich von Milton sowie etwa 70 km nördlich von Pensacola. Der CDP wird von der Florida State Road 87 durchquert.

## Demographische Daten
Laut der Volkszählung 2010 verteilten sich die damaligen 181 Einwohner auf 113 Haushalte. 99,4 % der Bevölkerung bezeichneten sich als Weiße. 0,6 % gaben die Angehörigkeit zu mehreren Ethnien an. 0,6 % der Bevölkerung bestand aus Hispanics oder Latinos.
Im Jahr 2010 lebten in 27,3 % aller Haushalte Kinder unter 18 Jahren sowie 32,5 % aller Haushalte Personen mit mindestens 65 Jahren. 72,7 % der Haushalte waren Familienhaushalte (bestehend aus verheirateten Paaren mit oder ohne Nachkommen bzw. einem Elternteil mit Nachkomme). Die durchschnittliche Größe eines Haushalts lag bei 2,35 Personen und die durchschnittliche Familiengröße bei 2,77 Personen.
22,1 % der Bevölkerung waren jünger als 20 Jahre, 17,7 % waren 20 bis 39 Jahre alt, 34,2 % waren 40 bis 59 Jahre alt und 26,0 % waren mindestens 60 Jahre alt. Das mittlere Alter betrug 46 Jahre. 49,7 % der Bevölkerung waren männlich und 50,3 % weiblich.
Das durchschnittliche Jahreseinkommen lag bei 51.607 $, dabei lebten 20,9 % der Bevölkerung unter der Armutsgrenze.